# Caradrina pertinax
Caradrina pertinax är en fjärilsart som beskrevs av Otto Staudinger 1878. Caradrina pertinax ingår i släktet Caradrina och familjen nattflyn. Inga underarter finns listade i Catalogue of Life.